# Liste des conseillers fédéraux de Suisse
Vous lisez un « bon article » labellisé en 2023.
Pour un article plus général, voir Conseil fédéral (Suisse).

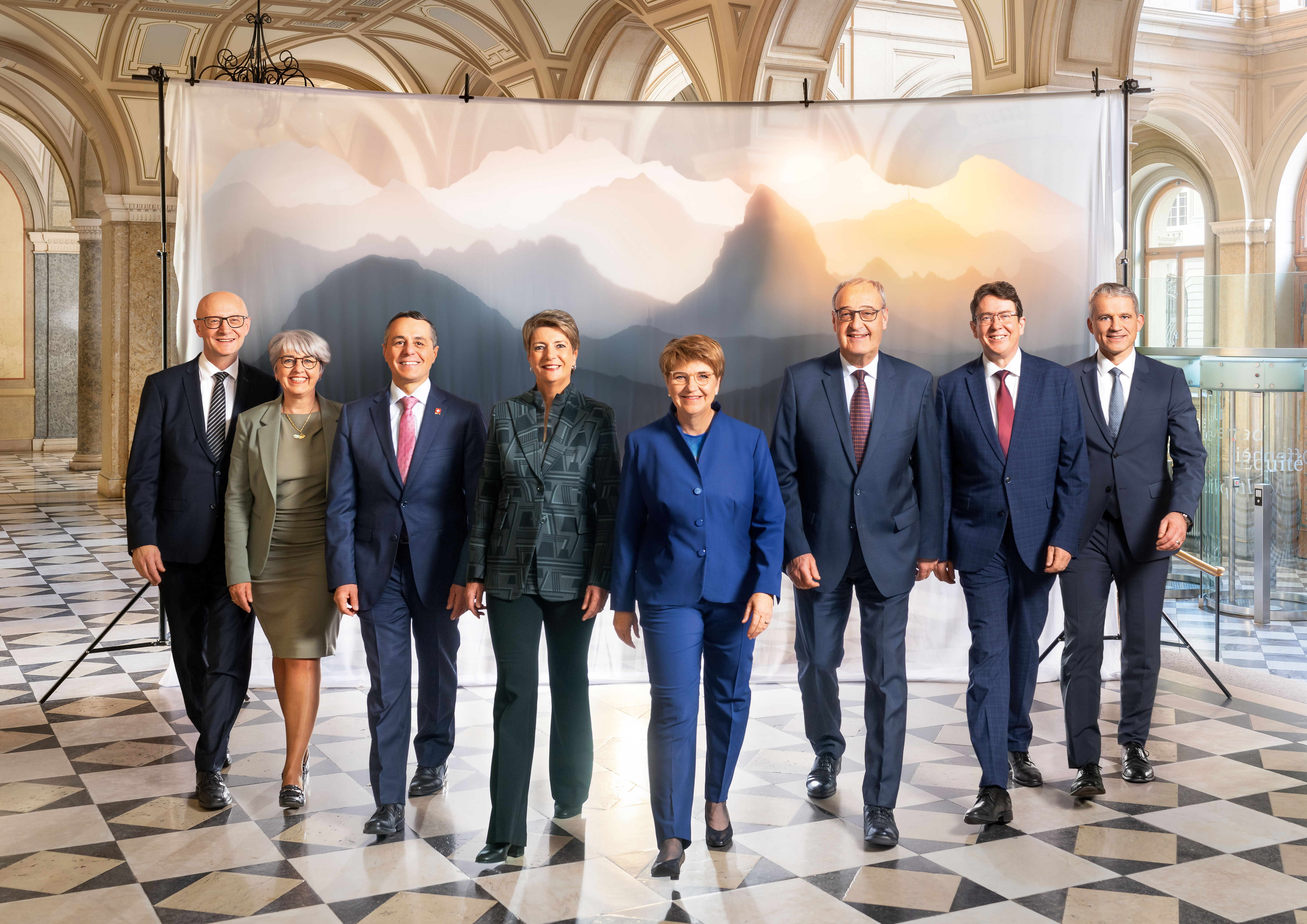
La photographie officielle du Conseil fédéral en 2024.

Le Conseil fédéral suisse a connu 121 membres depuis sa création en 1848. Les conseillers fédéraux actuels sont Guy Parmelin (première élection en 2015), Ignazio Cassis (2017),  Martin Pfister (2025), Karin Keller-Sutter (2018), Albert Rösti (2022), Élisabeth Baume-Schneider (2022) et Beat Jans (2023).
Les seuls conseillers fédéraux de l'histoire à ne pas avoir été réélus sont Ulrich Ochsenbein (en 1854), Jean-Jacques Challet-Venel (1872), Ruth Metzler-Arnold (2003) et Christoph Blocher (2007). D'autre part, Johann Jakob Stehlin (en 1855), Louis Ruchonnet (1875), Charles Estoppey (1875), Karl Hoffmann (1881) et Francis Matthey (1993) ont refusé leur élection.
Les cantons qui ont connu le plus grand nombre de représentants sont Zurich (20), Vaud (15) et Berne (15). Les cantons de Nidwald, Schaffhouse, Schwytz et Uri n'ont quant à eux jamais eu de conseillers fédéraux. Chaque conseiller représente également son parti politique. Les conseillers actuels sont ainsi membres du Centre (LC), du Parti libéral-radical (PLR), du Parti socialiste suisse (PS) et de l'Union démocratique du centre (UDC).
En moyenne, un conseiller fédéral est élu à 50,3 ans et il siège durant 10 ans. Le plus jeune membre de l'histoire du Conseil fédéral est Numa Droz (31 ans) et le plus âgé à son élection est Gustave Ador (72 ans). Enfin, le mandat de 32 ans de Karl Schenk est le plus long du Conseil fédéral.

## Membres
| no  | Nom                                      | Parti                                                                                | Parti | Canton | Élection          | Retrait           | Départements                                                  | Remarque                                                                                              | Réf.    |
| --- | ---------------------------------------- | ------------------------------------------------------------------------------------ | ----- | ------ | ----------------- | ----------------- | ------------------------------------------------------------- | --- | ------- |
| 123 | Martin Pfister (1963-)                   |                                                                                      | LC    | ZG     | 12 mars 2025      |                   | Défense, protection de la population et sports                | | [ 2 ]   |
| 122 | Beat Jans (1964-)                        |                                                                                      | PS    | BS     | 13 décembre 2023  |                   | Justice et police                                             | | [ 3 ]   |
| 121 | Élisabeth Baume-Schneider (1963-)        |                                                                                      | PS    | JU     | 7 décembre 2022   |                   | Justice et police (2023)                                      | | ,       |
| 121 | Élisabeth Baume-Schneider (1963-)        | Intérieur (depuis 2024)                                                              | PS    | JU     | 7 décembre 2022   |                   |                                                               | | ,       |
| 120 | Albert Rösti (1967-)                     |                                                                                      | UDC   | BE     | 7 décembre 2022   |                   | Environnement, transports, énergie et communication           | | ,       |
| 119 | Karin Keller-Sutter (1963-)              |                                                                                      | PLR   | SG     | 5 décembre 2018   |                   | Justice et police (2018-2022)                                 | | ,       |
| 119 | Karin Keller-Sutter (1963-)              | Finances (depuis 2023)                                                               | PLR   | SG     | 5 décembre 2018   |                   |                                                               | | ,       |
| 118 | Viola Amherd (1962-)                     |                                                                                      | LC    | VS     | 5 décembre 2018   | 31 mars 2025      | Défense, protection de la population et sports                | | [ 7 ]   |
| 117 | Ignazio Cassis (1961-)                   |                                                                                      | PLR   | TI     | 20 septembre 2017 |                   | Affaires étrangères                                           | | [ 9 ]   |
| 116 | Guy Parmelin (1959-)                     |                                                                                      | UDC   | VD     | 9 décembre 2015   |                   | Défense, protection de la population et sports (2016-2018)    | | ,       |
| 116 | Guy Parmelin (1959-)                     | Économie, formation et recherche (depuis 2019)                                       | UDC   | VD     | 9 décembre 2015   |                   |                                                               | | ,       |
| 115 | Alain Berset (1972-)                     |                                                                                      | PS    | FR     | 14 décembre 2011  | 31 décembre 2023  | Intérieur                                                     | | [ 12 ]  |
| 114 | Johann Schneider-Ammann (1952-)          |                                                                                      | PLR   | BE     | 22 septembre 2010 | 31 décembre 2018  | Économie (2010-2012)                                          | | [ 13 ]  |
| 114 | Johann Schneider-Ammann (1952-)          | Économie, formation et recherche (2013-2018)                                         | PLR   | BE     | 22 septembre 2010 | 31 décembre 2018  |                                                               | | [ 13 ]  |
| 113 | Simonetta Sommaruga (1960-)              |                                                                                      | PS    | BE     | 22 septembre 2010 | 31 décembre 2022  | Justice et police (2010-2018)                                 | | ,       |
| 113 | Simonetta Sommaruga (1960-)              | Environnement, transports, énergie et communication (2019-2022)                      | PS    | BE     | 22 septembre 2010 | 31 décembre 2022  |                                                               | | ,       |
| 112 | Didier Burkhalter (1960-)                |                                                                                      | PLR   | NE     | 16 septembre 2009 | 31 octobre 2017   | Intérieur (2009-2011)                                         | | [ 16 ]  |
| 112 | Didier Burkhalter (1960-)                | Affaires étrangères (2012-2017)                                                      | PLR   | NE     | 16 septembre 2009 | 31 octobre 2017   |                                                               | | [ 16 ]  |
| 111 | Ueli Maurer (1950-)                      |                                                                                      | UDC   | ZH     | 10 décembre 2008  | 31 décembre 2022  | Défense, protection de la population et sports (2009-2015)    | | [ 17 ]  |
| 111 | Ueli Maurer (1950-)                      | Finances (2016-2022)                                                                 | UDC   | ZH     | 10 décembre 2008  | 31 décembre 2022  |                                                               | | [ 17 ]  |
| 110 | Eveline Widmer-Schlumpf (1956-)          |                                                                                      | PBD   | GR     | 12 décembre 2007  | 31 décembre 2015  | Justice et police (2008-2010)                                 | | [ 19 ]  |
| 110 | Eveline Widmer-Schlumpf (1956-)          | Finances (2010-2018)                                                                 | PBD   | GR     | 12 décembre 2007  | 31 décembre 2015  |                                                               | | [ 19 ]  |
| 109 | Doris Leuthard (1963-)                   |                                                                                      | PDC   | AG     | 14 juin 2006      | 31 décembre 2018  | Économie (2006-2010)                                          | | [ 20 ]  |
| 109 | Doris Leuthard (1963-)                   | Environnement, transports, énergie et communication (2010-2018)                      | PDC   | AG     | 14 juin 2006      | 31 décembre 2018  |                                                               | | [ 20 ]  |
| 108 | Hans-Rudolf Merz (1942-)                 |                                                                                      | PLR   | AR     | 10 décembre 2003  | 31 octobre 2010   | Finances                                                      | | [ 22 ]  |
| 107 | Christoph Blocher (1940-)                |                                                                                      | UDC   | ZH     | 10 décembre 2003  | 31 décembre 2007  | Justice et police                                             | Non réélu en 2007.                                                                                    | [ 24 ]  |
| 106 | Micheline Calmy-Rey (1945-)              |                                                                                      | PS    | GE     | 4 décembre 2002   | 31 décembre 2011  | Affaires étrangères                                           | | [ 25 ]  |
| 105 | Samuel Schmid (1947-)                    |                                                                                      | PBD   | BE     | 6 décembre 2000   | 31 décembre 2008  | Défense, protection de la population et sports                | | [ 26 ]  |
| 104 | Joseph Deiss (1946-)                     |                                                                                      | PDC   | FR     | 11 mars 1999      | 31 juillet 2006   | Affaires étrangères (1999-2002)                               | | [ 27 ]  |
| 104 | Joseph Deiss (1946-)                     | Économie (2003-2006)                                                                 | PDC   | FR     | 11 mars 1999      | 31 juillet 2006   |                                                               | | [ 27 ]  |
| 103 | Ruth Metzler-Arnold (1964-)              |                                                                                      | PDC   | AI     | 11 mars 1999      | 31 décembre 2003  | Justice et police                                             | Non réélue en 2003.                                                                                   | [ 29 ]  |
| 102 | Pascal Couchepin (1942-)                 |                                                                                      | PLR   | VS     | 11 mars 1998      | 31 octobre 2009   | Économie (1998-2002)                                          | | [ 30 ]  |
| 102 | Pascal Couchepin (1942-)                 | Intérieur (2003-2009)                                                                | PLR   | VS     | 11 mars 1998      | 31 octobre 2009   |                                                               | | [ 30 ]  |
| 101 | Moritz Leuenberger (1946-)               |                                                                                      | PS    | ZH     | 27 septembre 1995 | 31 octobre 2010   | Transports, communications et énergie (1995-1997)             | | [ 31 ]  |
| 101 | Moritz Leuenberger (1946-)               | Environnement, transports, énergie et communication (1998-2010)                      | PS    | ZH     | 27 septembre 1995 | 31 octobre 2010   |                                                               | | [ 31 ]  |
| 100 | Ruth Dreifuss (1940-)                    |                                                                                      | PS    | GE     | 10 mars 1993      | 31 décembre 2002  | Intérieur                                                     | Élue après que Francis Matthey a refusé son élection. Première présidente de la Confédération.        | [ 33 ]  |
| 99  | Kaspar Villiger (1941-)                  |                                                                                      | PRD   | LU     | 1er février 1989  | 31 décembre 2003  | Militaire (1989-1995)                                         | Élu à la suite de la démission forcée d'Elisabeth Kopp.                                               | [ 35 ]  |
| 99  | Kaspar Villiger (1941-)                  | Finances (1995-2003)                                                                 | PRD   | LU     | 1er février 1989  | 31 décembre 2003  |                                                               | Élu à la suite de la démission forcée d'Elisabeth Kopp.                                               | [ 35 ]  |
| 98  | Adolf Ogi (1942-)                        |                                                                                      | UDC   | BE     | 9 décembre 1987   | 31 décembre 2000  | Transports, énergies et communications (1988-1995)            | | [ 36 ]  |
| 98  | Adolf Ogi (1942-)                        | Militaire (1995-1999)                                                                | UDC   | BE     | 9 décembre 1987   | 31 décembre 2000  |                                                               | | [ 36 ]  |
| 98  | Adolf Ogi (1942-)                        | Défense, protection de la population et sports (1999-2000)                           | UDC   | BE     | 9 décembre 1987   | 31 décembre 2000  |                                                               | | [ 36 ]  |
| 97  | René Felber (1933-2020)                  |                                                                                      | PS    | NE     | 9 décembre 1987   | 31 mars 1993      | Affaires étrangères                                           | | [ 37 ]  |
| 96  | Flavio Cotti (1939-2020)                 |                                                                                      | PDC   | TI     | 10 décembre 1985  | 30 avril 1999     | Intérieur (1987-1993)                                         | | [ 38 ]  |
| 96  | Flavio Cotti (1939-2020)                 | Affaires étrangères (1993-1999)                                                      | PDC   | TI     | 10 décembre 1985  | 30 avril 1999     |                                                               | | [ 38 ]  |
| 95  | Arnold Koller (1933-)                    |                                                                                      | PDC   | AI     | 10 décembre 1986  | 30 avril 1999     | Justice et police (1987-1993)                                 | | [ 39 ]  |
| 95  | Arnold Koller (1933-)                    | Militaire (1993-1999)                                                                | PDC   | AI     | 10 décembre 1986  | 30 avril 1999     |                                                               | | [ 39 ]  |
| 94  | Elisabeth Kopp (1936-2023)               |                                                                                      | PRD   | ZH     | 2 octobre 1984    | 12 janvier 1989   | Justice et police                                             | Première femme élue au Conseil fédéral. Démissionne avec effet immédiat à la suite de l'affaire Kopp. | [ 41 ]  |
| 93  | Jean-Pascal Delamuraz (1936-1998)        |                                                                                      | PRD   | VD     | 7 décembre 1983   | 31 mars 1998      | Militaire (1984-1986)                                         | | [ 42 ]  |
| 93  | Jean-Pascal Delamuraz (1936-1998)        | Économie publique (1987-1998)                                                        | PRD   | VD     | 7 décembre 1983   | 31 mars 1998      |                                                               | | [ 42 ]  |
| 92  | Otto Stich (1927-2012)                   |                                                                                      | PS    | SO     | 7 décembre 1983   | 31 octobre 1995   | Finances                                                      | | [ 43 ]  |
| 91  | Rudolf Friedrich (1923-2013)             |                                                                                      | PRD   | ZH     | 8 décembre 1982   | 20 octobre 1984   | Justice et police                                             | | [ 44 ]  |
| 90  | Alphons Egli (1924-2016)                 |                                                                                      | PDC   | LU     | 8 décembre 1982   | 31 décembre 1986  | Intérieur                                                     | | [ 45 ]  |
| 89  | Leon Schlumpf (1925-2012)                |                                                                                      | UDC   | GR     | 5 décembre 1979   | 31 décembre 1987  | Transports, énergies et communications                        | | [ 46 ]  |
| 88  | Pierre Aubert (1927-2016)                |                                                                                      | PS    | NE     | 7 décembre 1977   | 31 décembre 1987  | Politique                                                     | | [ 47 ]  |
| 87  | Fritz Honegger (1917-1999)               |                                                                                      | PRD   | ZH     | 7 décembre 1977   | 31 décembre 1982  | Économie publique                                             | | [ 48 ]  |
| 86  | Georges-André Chevallaz (1915-2002)      |                                                                                      | PRD   | VD     | 5 décembre 1973   | 31 décembre 1983  | Finances et douanes (1974-1978)                               | | [ 49 ]  |
| 86  | Georges-André Chevallaz (1915-2002)      | Finances (1979)                                                                      | PRD   | VD     | 5 décembre 1973   | 31 décembre 1983  |                                                               | | [ 49 ]  |
| 86  | Georges-André Chevallaz (1915-2002)      | Militaire (1980-1983)                                                                | PRD   | VD     | 5 décembre 1973   | 31 décembre 1983  |                                                               | | [ 49 ]  |
| 85  | Hans Hürlimann (1928-1994)               |                                                                                      | PDC   | ZG     | 5 décembre 1973   | 31 décembre 1982  | Intérieur                                                     | | [ 50 ]  |
| 84  | Willi Ritschard (1918-1983)              |                                                                                      | PS    | SO     | 5 décembre 1973   | 16 octobre 1983   | Transports, énergies et communications (1974-1979)            | Meurt subitement alors qu'il avait remis sa démission.                                                | [ 52 ]  |
| 84  | Willi Ritschard (1918-1983)              | Finances (1980-1983)                                                                 | PS    | SO     | 5 décembre 1973   | 16 octobre 1983   |                                                               | Meurt subitement alors qu'il avait remis sa démission.                                                | [ 52 ]  |
| 83  | Kurt Furgler (1924-2008)                 |                                                                                      | PDC   | SG     | 8 décembre 1971   | 31 décembre 1986  | Justice et police (1972-1982)                                 | | [ 53 ]  |
| 83  | Kurt Furgler (1924-2008)                 | Économie publique (1983-1986)                                                        | PDC   | SG     | 8 décembre 1971   | 31 décembre 1986  |                                                               | | [ 53 ]  |
| 82  | Ernst Brugger (1914-1998)                |                                                                                      | PRD   | ZH     | 10 décembre 1969  | 31 janvier 1978   | Économie publique                                             | | [ 54 ]  |
| 81  | Pierre Graber (1908-2003)                |                                                                                      | PS    | NE     | 10 décembre 1969  | 31 janvier 1978   | Politique                                                     | | [ 55 ]  |
| 80  | Nello Celio (1914-1995)                  |                                                                                      | PRD   | TI     | 15 décembre 1966  | 31 décembre 1973  | Militaire (1967-1968)                                         | | [ 56 ]  |
| 80  | Nello Celio (1914-1995)                  | Finances et douanes (1968-1973)                                                      | PRD   | TI     | 15 décembre 1966  | 31 décembre 1973  |                                                               | | [ 56 ]  |
| 79  | Rudolf Gnägi (1917-1985)                 |                                                                                      | UDC   | BE     | 8 décembre 1965   | 31 décembre 1979  | Transports, énergies et communications (1966-1968)            | | [ 58 ]  |
| 79  | Rudolf Gnägi (1917-1985)                 | Militaire (1968-1979)                                                                | UDC   | BE     | 8 décembre 1965   | 31 décembre 1979  |                                                               | | [ 58 ]  |
| 78  | Roger Bonvin (1907-1982)                 |                                                                                      | PDC   | VS     | 27 septembre 1962 | 31 décembre 1973  | Finances et douanes (1962-1968)                               | | [ 60 ]  |
| 78  | Roger Bonvin (1907-1982)                 | Transports, énergies et communications (1968-1973)                                   | PDC   | VS     | 27 septembre 1962 | 31 décembre 1973  |                                                               | | [ 60 ]  |
| 77  | Hans Schaffner (1908-2004)               |                                                                                      | PRD   | AG     | 15 juin 1961      | 31 décembre 1969  | Économie publique                                             | | [ 61 ]  |
| 76  | Hans Peter Tschudi (1913-2002)           |                                                                                      | PS    | BS     | 17 décembre 1959  | 31 décembre 1973  | Intérieur                                                     | | [ 62 ]  |
| 75  | Ludwig von Moos (1910-1990)              |                                                                                      | PDC   | OB     | 17 décembre 1959  | 31 décembre 1971  | Justice et police                                             | | [ 63 ]  |
| 74  | Willy Spühler (1902-1990)                |                                                                                      | PS    | ZH     | 17 décembre 1959  | 31 janvier 1970   | Postes et chemins de fer (1960-1963)                          | | [ 64 ]  |
| 74  | Willy Spühler (1902-1990)                | Transports et énergie (1964-1965)                                                    | PS    | ZH     | 17 décembre 1959  | 31 janvier 1970   |                                                               | | [ 64 ]  |
| 74  | Willy Spühler (1902-1990)                | Politique (1966-1970)                                                                | PS    | ZH     | 17 décembre 1959  | 31 janvier 1970   |                                                               | | [ 64 ]  |
| 73  | Jean Bourgknecht (1902-1964)             |                                                                                      | PCCS  | FR     | 17 décembre 1959  | 30 septembre 1962 | Finances et douanes                                           | | [ 65 ]  |
| 72  | Friedrich Traugott Wahlen (1899-1985)    |                                                                                      | PAI   | BE     | 11 décembre 1958  | 31 décembre 1965  | Justice et police (1959)                                      | | [ 66 ]  |
| 72  | Friedrich Traugott Wahlen (1899-1985)    | Économie publique (1960-1961)                                                        | PAI   | BE     | 11 décembre 1958  | 31 décembre 1965  |                                                               | | [ 66 ]  |
| 72  | Friedrich Traugott Wahlen (1899-1985)    | Politique (1961-1965)                                                                | PAI   | BE     | 11 décembre 1958  | 31 décembre 1965  |                                                               | | [ 66 ]  |
| 71  | Giuseppe Lepori (1902-1968)              |                                                                                      | PCCS  | TI     | 16 décembre 1954  | 24 novembre 1959  | Postes et chemins de fer                                      | | [ 67 ]  |
| 70  | Paul Chaudet (1904-1977)                 |                                                                                      | PRD   | VD     | 16 décembre 1954  | 28 novembre 1966  | Militaire                                                     | Démissionne à la suite de l'affaire des Mirages.                                                      | [ 69 ]  |
| 69  | Thomas Holenstein (1896-1962)            |                                                                                      | PCCS  | SG     | 16 décembre 1954  | 20 novembre 1959  | Économie publique                                             | | [ 70 ]  |
| 68  | Hans Streuli (1892-1970)                 |                                                                                      | PRD   | ZH     | 22 décembre 1953  | 31 décembre 1959  | Finances et douanes                                           | | [ 71 ]  |
| 67  | Max Weber (1897-1974)                    |                                                                                      | PS    | ZH     | 13 décembre 1951  | 8 décembre 1953   | Finances et douanes                                           | | [ 72 ]  |
| 66  | Markus Feldmann (1897-1958)              |                                                                                      | PAI   | BE     | 13 décembre 1951  | 3 novembre 1958   | Justice et police                                             | Meurt d'une crise cardiaque alors qu'il se rend au Palais fédéral,.                                   | [ 75 ]  |
| 65  | Josef Escher (1885-1954)                 |                                                                                      | PCP   | VS     | 14 septembre 1950 | 9 décembre 1954   | Postes et chemins de fer                                      | Meurt au Palais fédéral lors d'une session du Conseil national,.                                      | [ 77 ]  |
| 64  | Rodolphe Rubattel (1896-1961)            |                                                                                      | PRD   | VD     | 11 décembre 1947  | 31 décembre 1954  | Économie publique                                             | | [ 78 ]  |
| 63  | Max Petitpierre (1899-1994)              |                                                                                      | PRD   | NE     | 14 décembre 1944  | 30 juin 1961      | Politique                                                     | | [ 79 ]  |
| 62  | Ernst Nobs (1886-1957)                   |                                                                                      | PS    | ZH     | 15 décembre 1943  | 31 décembre 1951  | Finances et douanes                                           | | [ 80 ]  |
| 61  | Karl Kobelt (1891-1968)                  |                                                                                      | PRD   | SG     | 10 décembre 1940  | 31 décembre 1954  | Militaire                                                     | | [ 81 ]  |
| 60  | Eduard von Steiger (1881-1962)           |                                                                                      | PAI   | BE     | 10 décembre 1940  | 31 décembre 1951  | Justice et police                                             | | [ 82 ]  |
| 59  | Walther Stampfli (1884-1965)             |                                                                                      | PRD   | SO     | 18 juillet 1940   | 31 décembre 1947  | Économie publique                                             | | [ 83 ]  |
| 58  | Enrico Celio (1889-1980)                 |                                                                                      | PCP   | TI     | 22 février 1940   | 15 octobre 1950   | Postes et chemins de fer                                      | | [ 84 ]  |
| 57  | Ernst Wetter (1877-1963)                 |                                                                                      | PRD   | ZH     | 15 décembre 1938  | 31 décembre 1943  | Finances et douanes                                           | | [ 85 ]  |
| 56  | Hermann Obrecht (1882-1940)              |                                                                                      | PRD   | SO     | 4 avril 1935      | 31 juillet 1940   | Économie publique                                             | | [ 86 ]  |
| 55  | Philipp Etter (1891-1977)                |                                                                                      | PCP   | ZG     | 28 mars 1934      | 31 décembre 1959  | Intérieur                                                     | | [ 87 ]  |
| 54  | Johannes Baumann (1874-1953)             |                                                                                      | PRD   | AR     | 22 mars 1934      | 31 décembre 1940  | Justice et police                                             | | [ 88 ]  |
| 53  | Albert Meyer (1870-1953)                 |                                                                                      | PRD   | ZH     | 12 décembre 1929  | 31 décembre 1938  | Intérieur (1930-1934)                                         | | [ 89 ]  |
| 53  | Albert Meyer (1870-1953)                 | Finances et douanes (1934-1938)                                                      | PRD   | ZH     | 12 décembre 1929  | 31 décembre 1938  |                                                               | | [ 89 ]  |
| 52  | Rudolf Minger (1881-1955)                |                                                                                      | PAI   | BE     | 12 décembre 1929  | 31 décembre 1940  | Militaire                                                     | | [ 90 ]  |
| 51  | Marcel Pilet-Golaz (1889-1958)           |                                                                                      | PRD   | VD     | 13 décembre 1928  | 31 décembre 1944  | Intérieur (1929)                                              | | [ 91 ]  |
| 51  | Marcel Pilet-Golaz (1889-1958)           | Postes et chemins de fer (1930-1940)                                                 | PRD   | VD     | 13 décembre 1928  | 31 décembre 1944  |                                                               | | [ 91 ]  |
| 51  | Marcel Pilet-Golaz (1889-1958)           | Politique (1940-1944)                                                                | PRD   | VD     | 13 décembre 1928  | 31 décembre 1944  |                                                               | | [ 91 ]  |
| 50  | Heinrich Häberlin (1868-1947)            |                                                                                      | PRD   | TG     | 12 février 1920   | 30 avril 1934     | Justice et police                                             | | [ 92 ]  |
| 49  | Jean-Marie Musy (1876-1952)              |                                                                                      | PCP   | FR     | 11 décembre 1919  | 30 avril 1934     | Finances et douanes                                           | | [ 93 ]  |
| 48  | Ernest Chuard (1857-1942)                |                                                                                      | PRD   | VD     | 11 décembre 1919  | 31 décembre 1928  | Intérieur                                                     | | [ 94 ]  |
| 47  | Karl Scheurer (1872-1929)                |                                                                                      | PRD   | BE     | 11 décembre 1919  | 14 novembre 1929  | Militaire                                                     | Meurt en cours de fonctions.                                                                          | [ 96 ]  |
| 46  | Robert Haab (1865-1939)                  |                                                                                      | PRD   | ZH     | 13 décembre 1917  | 31 décembre 1929  | Postes et chemins de fer                                      | | [ 97 ]  |
| 45  | Gustave Ador (1845-1928)                 |                                                                                      | PLS   | GE     | 26 juin 1917      | 31 décembre 1919  | Politique (1917)                                              | | [ 98 ]  |
| 45  | Gustave Ador (1845-1928)                 | Intérieur (1918-1919)                                                                | PLS   | GE     | 26 juin 1917      | 31 décembre 1919  |                                                               | | [ 98 ]  |
| 44  | Felix-Louis Calonder (1853-1952)         |                                                                                      | PRD   | GR     | 12 juin 1913      | 31 décembre 1919  | Intérieur (1913-1917)                                         | | [ 99 ]  |
| 44  | Felix-Louis Calonder (1853-1952)         | Politique (1918-1920)                                                                | PRD   | GR     | 12 juin 1913      | 31 décembre 1919  |                                                               | | [ 99 ]  |
| 43  | Edmund Schulthess (1868-1944)            |                                                                                      | PRD   | AG     | 17 juillet 1912   | 15 avril 1935     | Commerce, industrie et agriculture (1912-1914)                | | [ 100 ] |
| 43  | Edmund Schulthess (1868-1944)            | Économie publique (1915-1935)                                                        | PRD   | AG     | 17 juillet 1912   | 15 avril 1935     |                                                               | | [ 100 ] |
| 42  | Camille Decoppet (1862-1925)             |                                                                                      | PRD   | VD     | 17 juillet 1912   | 31 décembre 1919  | Intérieur (1912)                                              | | [ 101 ] |
| 42  | Camille Decoppet (1862-1925)             | Justice et police (1913)                                                             | PRD   | VD     | 17 juillet 1912   | 31 décembre 1919  |                                                               | | [ 101 ] |
| 42  | Camille Decoppet (1862-1925)             | Militaire (1914-1919)                                                                | PRD   | VD     | 17 juillet 1912   | 31 décembre 1919  |                                                               | | [ 101 ] |
| 41  | Louis Perrier (1849-1913)                |                                                                                      | PRD   | NE     | 12 mars 1912      | 16 mai 1913       | Postes et chemins de fer (1912)                               | Meurt en cours de fonctions.                                                                          | [ 103 ] |
| 41  | Louis Perrier (1849-1913)                | Intérieur (1913)                                                                     | PRD   | NE     | 12 mars 1912      | 16 mai 1913       |                                                               | Meurt en cours de fonctions.                                                                          | [ 103 ] |
| 40  | Giuseppe Motta (1871-1940)               |                                                                                      | PCP   | TI     | 14 décembre 1911  | 23 janvier 1940   | Finances et douanes (1912-1919)                               | Meurt en cours de fonctions.                                                                          | [ 105 ] |
| 40  | Giuseppe Motta (1871-1940)               | Politique (1920-1940)                                                                | PCP   | TI     | 14 décembre 1911  | 23 janvier 1940   |                                                               | Meurt en cours de fonctions.                                                                          | [ 105 ] |
| 39  | Arthur Hoffmann (1857-1927)              |                                                                                      | PRD   | SG     | 4 avril 1911      | 19 juin 1917      | Justice et police (1911)                                      | Démissionne à la suite de l'affaire Grimm-Hoffmann.                                                   | [ 107 ] |
| 39  | Arthur Hoffmann (1857-1927)              | Militaire (1912-1913)                                                                | PRD   | SG     | 4 avril 1911      | 19 juin 1917      |                                                               | Démissionne à la suite de l'affaire Grimm-Hoffmann.                                                   | [ 107 ] |
| 39  | Arthur Hoffmann (1857-1927)              | Politique (1914-1917)                                                                | PRD   | SG     | 4 avril 1911      | 19 juin 1917      |                                                               | Démissionne à la suite de l'affaire Grimm-Hoffmann.                                                   | [ 107 ] |
| 38  | Josef Anton Schobinger (1849-1911)       |                                                                                      | PPC   | LU     | 17 juin 1908      | 27 novembre 1911  | Justice et police (1908)                                      | Meurt en cours de fonctions.                                                                          | [ 109 ] |
| 38  | Josef Anton Schobinger (1849-1911)       | Commerce, industrie et agriculture (1909)                                            | PPC   | LU     | 17 juin 1908      | 27 novembre 1911  |                                                               | Meurt en cours de fonctions.                                                                          | [ 109 ] |
| 38  | Josef Anton Schobinger (1849-1911)       | Finances et douanes (1910)                                                           | PPC   | LU     | 17 juin 1908      | 27 novembre 1911  |                                                               | Meurt en cours de fonctions.                                                                          | [ 109 ] |
| 38  | Josef Anton Schobinger (1849-1911)       | Intérieur (1911)                                                                     | PPC   | LU     | 17 juin 1908      | 27 novembre 1911  |                                                               | Meurt en cours de fonctions.                                                                          | [ 109 ] |
| 37  | Ludwig Forrer (1845-1921)                |                                                                                      | PRD   | ZH     | 11 décembre 1902  | 7 décembre 1917   | Commerce, industrie et agriculture (1903)                     | | [ 110 ] |
| 37  | Ludwig Forrer (1845-1921)                | Intérieur (1904-1905)                                                                | PRD   | ZH     | 11 décembre 1902  | 7 décembre 1917   |                                                               | | [ 110 ] |
| 37  | Ludwig Forrer (1845-1921)                | Politique (1906, 1912)                                                               | PRD   | ZH     | 11 décembre 1902  | 7 décembre 1917   |                                                               | | [ 110 ] |
| 37  | Ludwig Forrer (1845-1921)                | Militaire (1907)                                                                     | PRD   | ZH     | 11 décembre 1902  | 7 décembre 1917   |                                                               | | [ 110 ] |
| 37  | Ludwig Forrer (1845-1921)                | Justice et police (1908)                                                             | PRD   | ZH     | 11 décembre 1902  | 7 décembre 1917   |                                                               | | [ 110 ] |
| 37  | Ludwig Forrer (1845-1921)                | Postes et chemins de fer (1908-1911, 1913-1917)                                      | PRD   | ZH     | 11 décembre 1902  | 7 décembre 1917   |                                                               | | [ 110 ] |
| 36  | Marc-Emile Ruchet (1853-1912)            |                                                                                      | PRD   | VD     | 14 décembre 1899  | 9 juillet 1912    | Intérieur (1900-1903, 1906-1910, 1912)                        | | [ 111 ] |
| 36  | Marc-Emile Ruchet (1853-1912)            | Finances et douanes (1904)                                                           | PRD   | VD     | 14 décembre 1899  | 9 juillet 1912    |                                                               | | [ 111 ] |
| 36  | Marc-Emile Ruchet (1853-1912)            | Politique (1905, 1911)                                                               | PRD   | VD     | 14 décembre 1899  | 9 juillet 1912    |                                                               | | [ 111 ] |
| 35  | Robert Comtesse (1847-1922)              |                                                                                      | PRD   | NE     | 14 décembre 1899  | 4 mars 1912       | Finances et douanes (1900, 1903, 1905-1909, 1911)             | | [ 112 ] |
| 35  | Robert Comtesse (1847-1922)              | Justice et police (1901)                                                             | PRD   | NE     | 14 décembre 1899  | 4 mars 1912       |                                                               | | [ 112 ] |
| 35  | Robert Comtesse (1847-1922)              | Postes et chemins de fer (1902, 1912)                                                | PRD   | NE     | 14 décembre 1899  | 4 mars 1912       |                                                               | | [ 112 ] |
| 35  | Robert Comtesse (1847-1922)              | Politique (1904, 1910)                                                               | PRD   | NE     | 14 décembre 1899  | 4 mars 1912       |                                                               | | [ 112 ] |
| 34  | Ernst Brenner (1856-1911)                |                                                                                      | PRD   | BS     | 25 mars 1897      | 11 mars 1911      | Justice et police (1897-1900, 1902-1907, 1909-1911)           | Meurt en cours de fonctions.                                                                          | [ 114 ] |
| 34  | Ernst Brenner (1856-1911)                | Politique (1901, 1908)                                                               | PRD   | BS     | 25 mars 1897      | 11 mars 1911      |                                                               | Meurt en cours de fonctions.                                                                          | [ 114 ] |
| 33  | Eduard Müller (1848-1919)                |                                                                                      | PRD   | BE     | 16 août 1895      | 9 novembre 1919   | Justice et police (1895-1897, 1912, 1914-1919)                | Meurt en cours de fonctions.                                                                          | [ 116 ] |
| 33  | Eduard Müller (1848-1919)                | Militaire (1897-1898. 1900-1906, 1908-1911)                                          | PRD   | BE     | 16 août 1895      | 9 novembre 1919   |                                                               | Meurt en cours de fonctions.                                                                          | [ 116 ] |
| 33  | Eduard Müller (1848-1919)                | Politique (1899, 1907, 1913)                                                         | PRD   | BE     | 16 août 1895      | 9 novembre 1919   |                                                               | Meurt en cours de fonctions.                                                                          | [ 116 ] |
| 32  | Eugène Ruffy (1854-1919)                 |                                                                                      | PRD   | VD     | 14 décembre 1893  | 31 octobre 1899   | Justice et police (1894-1895)                                 | | [ 117 ] |
| 32  | Eugène Ruffy (1854-1919)                 | Intérieur (1895-1897)                                                                | PRD   | VD     | 14 décembre 1893  | 31 octobre 1899   |                                                               | | [ 117 ] |
| 32  | Eugène Ruffy (1854-1919)                 | Politique (1898)                                                                     | PRD   | VD     | 14 décembre 1893  | 31 octobre 1899   |                                                               | | [ 117 ] |
| 32  | Eugène Ruffy (1854-1919)                 | Militaire (1899)                                                                     | PRD   | VD     | 14 décembre 1893  | 31 octobre 1899   |                                                               | | [ 117 ] |
| 31  | Adrien Lachenal (1849-1918)              |                                                                                      | PRD   | GE     | 15 décembre 1892  | 31 décembre 1899  | Affaires étrangères (1893-1895)                               | | [ 118 ] |
| 31  | Adrien Lachenal (1849-1918)              | Commerce, industrie et agriculture (1897)                                            | PRD   | GE     | 15 décembre 1892  | 31 décembre 1899  |                                                               | | [ 118 ] |
| 31  | Adrien Lachenal (1849-1918)              | Intérieur (1898-1899)                                                                | PRD   | GE     | 15 décembre 1892  | 31 décembre 1899  |                                                               | | [ 118 ] |
| 30  | Joseph Zemp (1834-1908)                  |                                                                                      | PPC   | LU     | 17 décembre 1891  | 17 juin 1908      | Postes et chemins de fer (1892-1901, 1903-1908)               | | [ 119 ] |
| 30  | Joseph Zemp (1834-1908)                  | Politique (1902)                                                                     | PPC   | LU     | 17 décembre 1891  | 17 juin 1908      |                                                               | | [ 119 ] |
| 29  | Emil Frey (1838-1922)                    |                                                                                      | PRD   | BL     | 11 décembre 1890  | 11 mars 1897      | Militaire                                                     | | [ 120 ] |
| 28  | Walter Hauser (1827-1902)                |                                                                                      | PRD   | ZH     | 13 décembre 1888  | 22 octobre 1902   | Militaire (1889-1890)                                         | Meurt en cours de fonctions.                                                                          | [ 122 ] |
| 28  | Walter Hauser (1827-1902)                | Finances et douanes (1891-1899, 1901-1902)                                           | PRD   | ZH     | 13 décembre 1888  | 22 octobre 1902   |                                                               | Meurt en cours de fonctions.                                                                          | [ 122 ] |
| 28  | Walter Hauser (1827-1902)                | Politique (1900)                                                                     | PRD   | ZH     | 13 décembre 1888  | 22 octobre 1902   |                                                               | Meurt en cours de fonctions.                                                                          | [ 122 ] |
| 27  | Adolf Deucher (1831-1912)                |                                                                                      | PRD   | TG     | 10 avril 1883     | 10 juillet 1912   | Justice et police (1883)                                      | Meurt alors qu'il aurait été forcé de démissionner par son parti.                                     | [ 123 ] |
| 27  | Adolf Deucher (1831-1912)                | Postes et chemins de fer (1884)                                                      | PRD   | TG     | 10 avril 1883     | 10 juillet 1912   |                                                               | Meurt alors qu'il aurait été forcé de démissionner par son parti.                                     | [ 123 ] |
| 27  | Adolf Deucher (1831-1912)                | Intérieur (1885)                                                                     | PRD   | TG     | 10 avril 1883     | 10 juillet 1912   |                                                               | Meurt alors qu'il aurait été forcé de démissionner par son parti.                                     | [ 123 ] |
| 27  | Adolf Deucher (1831-1912)                | Politique (1886, 1897, 1903, 1909)                                                   | PRD   | TG     | 10 avril 1883     | 10 juillet 1912   |                                                               | Meurt alors qu'il aurait été forcé de démissionner par son parti.                                     | [ 123 ] |
| 27  | Adolf Deucher (1831-1912)                | Commerce et agriculture (1887)                                                       | PRD   | TG     | 10 avril 1883     | 10 juillet 1912   |                                                               | Meurt alors qu'il aurait été forcé de démissionner par son parti.                                     | [ 123 ] |
| 27  | Adolf Deucher (1831-1912)                | Industrie et de l'agriculture (1888-1895)                                            | PRD   | TG     | 10 avril 1883     | 10 juillet 1912   |                                                               | Meurt alors qu'il aurait été forcé de démissionner par son parti.                                     | [ 123 ] |
| 27  | Adolf Deucher (1831-1912)                | Commerce, de l'industrie et de l'agriculture (1896, 1898-1902, 1904-1908, 1910-1912) | PRD   | TG     | 10 avril 1883     | 10 juillet 1912   |                                                               | Meurt alors qu'il aurait été forcé de démissionner par son parti.                                     | [ 123 ] |
| 26  | Louis Ruchonnet (1834-1893)              |                                                                                      | PRD   | VD     | 3 mars 1881       | 14 septembre 1893 | Commerce et agriculture (1881)                                | Élu après avoir refusé le poste en 1875. Meurt en cours de fonctions.                                 | [ 126 ] |
| 26  | Louis Ruchonnet (1834-1893)              | Justice et police (1882, 1884-1893)                                                  | PRD   | VD     | 3 mars 1881       | 14 septembre 1893 |                                                               | Élu après avoir refusé le poste en 1875. Meurt en cours de fonctions.                                 | [ 126 ] |
| 26  | Louis Ruchonnet (1834-1893)              | Politique (1883)                                                                     | PRD   | VD     | 3 mars 1881       | 14 septembre 1893 |                                                               | Élu après avoir refusé le poste en 1875. Meurt en cours de fonctions.                                 | [ 126 ] |
| 25  | Wilhelm Hertenstein (1825-1888)          |                                                                                      | PRD   | ZH     | 21 mars 1879      | 27 novembre 1888  | Militaire                                                     | Meurt alors qu'il est président.                                                                      | [ 128 ] |
| 24  | Simeon Bavier (1825-1896)                |                                                                                      | PRD   | GR     | 10 décembre 1878  | 5 janvier 1883    | Finances et douanes (1879)                                    | | [ 129 ] |
| 24  | Simeon Bavier (1825-1896)                | Postes et chemins de fer (1880-1881)                                                 | PRD   | GR     | 10 décembre 1878  | 5 janvier 1883    |                                                               | | [ 129 ] |
| 24  | Simeon Bavier (1825-1896)                | Politique (1882)                                                                     | PRD   | GR     | 10 décembre 1878  | 5 janvier 1883    |                                                               | | [ 129 ] |
| 23  | Numa Droz (1844-1899)                    |                                                                                      | PRD   | NE     | 18 décembre 1875  | 31 décembre 1892  | Intérieur (1876-1878)                                         | | [ 130 ] |
| 23  | Numa Droz (1844-1899)                    | Commerce et agriculture (1879-1880, 1882-1886)                                       | PRD   | NE     | 18 décembre 1875  | 31 décembre 1892  |                                                               | | [ 130 ] |
| 23  | Numa Droz (1844-1899)                    | Politique (1881)                                                                     | PRD   | NE     | 18 décembre 1875  | 31 décembre 1892  |                                                               | | [ 130 ] |
| 23  | Numa Droz (1844-1899)                    | Affaires étrangères (1887-1892)                                                      | PRD   | NE     | 18 décembre 1875  | 31 décembre 1892  |                                                               | | [ 130 ] |
| 22  | Bernhard Hammer (1822-1907)              |                                                                                      | PRD   | SO     | 10 décembre 1875  | 31 décembre 1890  | Finances et douanes (1876-1878, 1880-1890)                    | | [ 131 ] |
| 22  | Bernhard Hammer (1822-1907)              | Politique (1879)                                                                     | PRD   | SO     | 10 décembre 1875  | 31 décembre 1890  |                                                               | | [ 131 ] |
| 21  | Fridolin Anderwert (1828-1880)           |                                                                                      | PRD   | TG     | 10 décembre 1875  | 25 décembre 1880  | Justice et police                                             | Meurt par suicide en cours de fonctions.                                                              | [ 133 ] |
| 20  | Joachim Heer (1825-1879)                 |                                                                                      | PRD   | GL     | 10 décembre 1875  | 31 décembre 1878  | Postes et télégraphes (1876)                                  | | [ 134 ] |
| 20  | Joachim Heer (1825-1879)                 | Politique (1877)                                                                     | PRD   | GL     | 10 décembre 1875  | 31 décembre 1878  |                                                               | | [ 134 ] |
| 20  | Joachim Heer (1825-1879)                 | Chemins de fer et commerce (1878)                                                    | PRD   | GL     | 10 décembre 1875  | 31 décembre 1878  |                                                               | | [ 134 ] |
| 19  | Eugène Borel (1835-1892)                 |                                                                                      | PRD   | NE     | 7 décembre 1872   | 31 décembre 1875  | Postes et télégraphes                                         | | [ 135 ] |
| 18  | Johann Jakob Scherer (1825-1878)         |                                                                                      | PRD   | ZH     | 12 juillet 1872   | 23 décembre 1878  | Finances (1872)                                               | Meurt en cours de fonctions.                                                                          | [ 137 ] |
| 18  | Johann Jakob Scherer (1825-1878)         | Finances et des douanes (1873)                                                       | PRD   | ZH     | 12 juillet 1872   | 23 décembre 1878  |                                                               | Meurt en cours de fonctions.                                                                          | [ 137 ] |
| 18  | Johann Jakob Scherer (1825-1878)         | Chemins de fer et commerce (1873-1874)                                               | PRD   | ZH     | 12 juillet 1872   | 23 décembre 1878  |                                                               | Meurt en cours de fonctions.                                                                          | [ 137 ] |
| 18  | Johann Jakob Scherer (1825-1878)         | Politique (1875)                                                                     | PRD   | ZH     | 12 juillet 1872   | 23 décembre 1878  |                                                               | Meurt en cours de fonctions.                                                                          | [ 137 ] |
| 18  | Johann Jakob Scherer (1825-1878)         | Militaire (1876-1878)                                                                | PRD   | ZH     | 12 juillet 1872   | 23 décembre 1878  |                                                               | Meurt en cours de fonctions.                                                                          | [ 137 ] |
| 17  | Paul Ceresole (1832-1905)                |                                                                                      | PRD   | VD     | 1er février 1870  | 31 décembre 1875  | Finances (1870-1871)                                          | | [ 138 ] |
| 17  | Paul Ceresole (1832-1905)                | Militaire (1872)                                                                     | PRD   | VD     | 1er février 1870  | 31 décembre 1875  |                                                               | | [ 138 ] |
| 17  | Paul Ceresole (1832-1905)                | Politique (1873)                                                                     | PRD   | VD     | 1er février 1870  | 31 décembre 1875  |                                                               | | [ 138 ] |
| 17  | Paul Ceresole (1832-1905)                | Justice et police (1874-1875)                                                        | PRD   | VD     | 1er février 1870  | 31 décembre 1875  |                                                               | | [ 138 ] |
| 16  | Victor Ruffy (1823-1869)                 |                                                                                      | PRD   | VD     | 6 décembre 1867   | 29 décembre 1869  | Finances (1868)                                               | Meurt en cours de fonctions.                                                                          | [ 140 ] |
| 16  | Victor Ruffy (1823-1869)                 | Militaire (1869)                                                                     | PRD   | VD     | 6 décembre 1867   | 29 décembre 1869  |                                                               | Meurt en cours de fonctions.                                                                          | [ 140 ] |
| 15  | Emil Welti (1825-1899)                   |                                                                                      | PRD   | AG     | 8 décembre 1866   | 31 décembre 1891  | Militaire (1867-1868, 1870-1871, 1873-1875)                   | | [ 141 ] |
| 15  | Emil Welti (1825-1899)                   | Politique (1869, 1872, 1876, 1880, 1884)                                             | PRD   | AG     | 8 décembre 1866   | 31 décembre 1891  |                                                               | | [ 141 ] |
| 15  | Emil Welti (1825-1899)                   | Postes et télégraphes (1877-1878)                                                    | PRD   | AG     | 8 décembre 1866   | 31 décembre 1891  |                                                               | | [ 141 ] |
| 15  | Emil Welti (1825-1899)                   | Justice et police (1879, 1882-1883, 1885-1891)                                       | PRD   | AG     | 8 décembre 1866   | 31 décembre 1891  |                                                               | | [ 141 ] |
| 14  | Jean-Jacques Challet-Venel (1811-1893)   |                                                                                      | PRD   | GE     | 12 juillet 1864   | 31 décembre 1872  | Finances (1864-1867, 1869)                                    | Non réélu en 1872.                                                                                    | [ 143 ] |
| 14  | Jean-Jacques Challet-Venel (1811-1893)   | Postes (1868, 1870-1872)                                                             | PRD   | GE     | 12 juillet 1864   | 31 décembre 1872  |                                                               | Non réélu en 1872.                                                                                    | [ 143 ] |
| 13  | Karl Schenk (1823-1895)                  |                                                                                      | PRD   | BE     | 12 décembre 1863  | 18 juillet 1895   | Intérieur (1864, 1866-1870, 1872, 1873, 1879-1884, 1886-1895) | Meurt après avoir été renversé par un char alors qu'il se rendait au Palais fédéral.                  | [ 144 ] |
| 13  | Karl Schenk (1823-1895)                  | Politique (1865, 1871, 1874, 1878, 1885)                                             | PRD   | BE     | 12 décembre 1863  | 18 juillet 1895   |                                                               | Meurt après avoir été renversé par un char alors qu'il se rendait au Palais fédéral.                  | [ 144 ] |
| 13  | Karl Schenk (1823-1895)                  | Finances (1872)                                                                      | PRD   | BE     | 12 décembre 1863  | 18 juillet 1895   |                                                               | Meurt après avoir été renversé par un char alors qu'il se rendait au Palais fédéral.                  | [ 144 ] |
| 13  | Karl Schenk (1823-1895)                  | Chemins de fer et commerce (1875-1877)                                               | PRD   | BE     | 12 décembre 1863  | 18 juillet 1895   |                                                               | Meurt après avoir été renversé par un char alors qu'il se rendait au Palais fédéral.                  | [ 144 ] |
| 12  | Jakob Dubs (1822-1879)                   |                                                                                      | PRD   | ZH     | 30 juillet 1861   | 12 juillet 1872   | Justice et police (1861-1863, 1866)                           | | [ 145 ] |
| 12  | Jakob Dubs (1822-1879)                   | Politique (1864, 1868, 1870)                                                         | PRD   | ZH     | 30 juillet 1861   | 12 juillet 1872   |                                                               | | [ 145 ] |
| 12  | Jakob Dubs (1822-1879)                   | Intérieur (1865, 1871-1872)                                                          | PRD   | ZH     | 30 juillet 1861   | 12 juillet 1872   |                                                               | | [ 145 ] |
| 12  | Jakob Dubs (1822-1879)                   | Postes (1867, 1869)                                                                  | PRD   | ZH     | 30 juillet 1861   | 12 juillet 1872   |                                                               | | [ 145 ] |
| 11  | Giovanni Battista Pioda (1808-1882)      |                                                                                      | PRD   | TI     | 30 juillet 1857   | 12 juillet 1864   | Intérieur                                                     | | [ 146 ] |
| 10  | Melchior Josef Martin Knüsel (1813-1889) |                                                                                      | PRD   | LU     | 14 juillet 1855   | 31 décembre 1875  | Finances (1855-1856, 1862-1863)                               | | [ 147 ] |
| 10  | Melchior Josef Martin Knüsel (1813-1889) | Commerce et péages (1857, 1859-1860)                                                 | PRD   | LU     | 14 juillet 1855   | 31 décembre 1875  |                                                               | | [ 147 ] |
| 10  | Melchior Josef Martin Knüsel (1813-1889) | Justice et police (1858, 1864-1865, 1867-1873)                                       | PRD   | LU     | 14 juillet 1855   | 31 décembre 1875  |                                                               | | [ 147 ] |
| 10  | Melchior Josef Martin Knüsel (1813-1889) | Politique (1861, 1866)                                                               | PRD   | LU     | 14 juillet 1855   | 31 décembre 1875  |                                                               | | [ 147 ] |
| 10  | Melchior Josef Martin Knüsel (1813-1889) | Intérieur (1874-1875)                                                                | PRD   | LU     | 14 juillet 1855   | 31 décembre 1875  |                                                               | | [ 147 ] |
| 9   | Constant Fornerod (1819-1899)            |                                                                                      | PRD   | VD     | 11 juillet 1855   | 31 décembre 1867  | Commerce et péages (1855-1856, 1858)                          | | [ 148 ] |
| 9   | Constant Fornerod (1819-1899)            | Politique (1857, 1863, 1867)                                                         | PRD   | VD     | 11 juillet 1855   | 31 décembre 1867  |                                                               | | [ 148 ] |
| 9   | Constant Fornerod (1819-1899)            | Finances (1859-1861)                                                                 | PRD   | VD     | 11 juillet 1855   | 31 décembre 1867  |                                                               | | [ 148 ] |
| 9   | Constant Fornerod (1819-1899)            | Militaire (1862, 1864-1866)                                                          | PRD   | VD     | 11 juillet 1855   | 31 décembre 1867  |                                                               | | [ 148 ] |
| 8   | Jakob Stämpfli (1820-1879)               |                                                                                      | PRD   | BE     | 6 décembre 1854   | 31 décembre 1863  | Justice et police (1855)                                      | | [ 149 ] |
| 8   | Jakob Stämpfli (1820-1879)               | Politique (1856, 1859, 1862)                                                         | PRD   | BE     | 6 décembre 1854   | 31 décembre 1863  |                                                               | | [ 149 ] |
| 8   | Jakob Stämpfli (1820-1879)               | Finances (1857-1858)                                                                 | PRD   | BE     | 6 décembre 1854   | 31 décembre 1863  |                                                               | | [ 149 ] |
| 8   | Jakob Stämpfli (1820-1879)               | Militaire (1860-1861, 1863)                                                          | PRD   | BE     | 6 décembre 1854   | 31 décembre 1863  |                                                               | | [ 149 ] |
| 7   | Wilhelm Matthias Naeff (1807-1881)       |                                                                                      | PRD   | SG     | 16 novembre 1848  | 31 décembre 1875  | Postes et travaux publics (1848-1852, 1855-1859)              | | [ 150 ] |
| 7   | Wilhelm Matthias Naeff (1807-1881)       | Politique (1853)                                                                     | PRD   | SG     | 16 novembre 1848  | 31 décembre 1875  |                                                               | | [ 150 ] |
| 7   | Wilhelm Matthias Naeff (1807-1881)       | Commerce et péages (1854, 1867-1872)                                                 | PRD   | SG     | 16 novembre 1848  | 31 décembre 1875  |                                                               | | [ 150 ] |
| 7   | Wilhelm Matthias Naeff (1807-1881)       | Postes (1860-1866)                                                                   | PRD   | SG     | 16 novembre 1848  | 31 décembre 1875  |                                                               | | [ 150 ] |
| 7   | Wilhelm Matthias Naeff (1807-1881)       | Finances et douanes (1873)                                                           | PRD   | SG     | 16 novembre 1848  | 31 décembre 1875  |                                                               | | [ 150 ] |
| 7   | Wilhelm Matthias Naeff (1807-1881)       | Chemins de fer et commerce (1873-1875)                                               | PRD   | SG     | 16 novembre 1848  | 31 décembre 1875  |                                                               | | [ 150 ] |
| 6   | Friedrich Frey-Herosé (1801-1873)        |                                                                                      | PRD   | AG     | 16 novembre 1848  | 31 décembre 1866  | Commerce et péages (1848-1853, 1861-1866)                     | | [ 151 ] |
| 6   | Friedrich Frey-Herosé (1801-1873)        | Politique (1854, 1860)                                                               | PRD   | AG     | 16 novembre 1848  | 31 décembre 1866  |                                                               | | [ 151 ] |
| 6   | Friedrich Frey-Herosé (1801-1873)        | Militaire (1855-1859)                                                                | PRD   | AG     | 16 novembre 1848  | 31 décembre 1866  |                                                               | | [ 151 ] |
| 5   | Stefano Franscini (1796-1857)            |                                                                                      | PRD   | TI     | 16 novembre 1848  | 19 juillet 1857   | Intérieur                                                     | Meurt en cours de fonctions.                                                                          | [ 153 ] |
| 4   | Martin J. Munzinger (1791-1855)          |                                                                                      | PRD   | SO     | 16 novembre 1848  | 6 février 1855    | Finances (1848-1850, 1852)                                    | Meurt en cours de fonctions à la suite d'une longue maladie.                                          | [ 155 ] |
| 4   | Martin J. Munzinger (1791-1855)          | Politique (1851)                                                                     | PRD   | SO     | 16 novembre 1848  | 6 février 1855    |                                                               | Meurt en cours de fonctions à la suite d'une longue maladie.                                          | [ 155 ] |
| 4   | Martin J. Munzinger (1791-1855)          | Postes et travaux publics (1853-1854)                                                | PRD   | SO     | 16 novembre 1848  | 6 février 1855    |                                                               | Meurt en cours de fonctions à la suite d'une longue maladie.                                          | [ 155 ] |
| 4   | Martin J. Munzinger (1791-1855)          | Commerce et péages (1855)                                                            | PRD   | SO     | 16 novembre 1848  | 6 février 1855    |                                                               | Meurt en cours de fonctions à la suite d'une longue maladie.                                          | [ 155 ] |
| 3   | Daniel-Henri Druey (1799-1855)           |                                                                                      | PRD   | VD     | 16 novembre 1848  | 29 mars 1855      | Justice et police (1848-1849, 1852)                           | Meurt en cours de fonctions.                                                                          | [ 157 ] |
| 3   | Daniel-Henri Druey (1799-1855)           | Politique (1850)                                                                     | PRD   | VD     | 16 novembre 1848  | 29 mars 1855      |                                                               | Meurt en cours de fonctions.                                                                          | [ 157 ] |
| 3   | Daniel-Henri Druey (1799-1855)           | Finances (1851, 1853-1855)                                                           | PRD   | VD     | 16 novembre 1848  | 29 mars 1855      |                                                               | Meurt en cours de fonctions.                                                                          | [ 157 ] |
| 2   | Ulrich Ochsenbein (1811-1890)            |                                                                                      | PRD   | BE     | 16 novembre 1848  | 31 décembre 1854  | Militaire                                                     | Non réélu en 1854.                                                                                    | [ 159 ] |
| 1   | Jonas Furrer (1805-1861)                 |                                                                                      | PRD   | ZH     | 16 novembre 1848  | 25 juillet 1861   | Politique (1848-1849, 1852, 1855, 1858)                       | Premier président de la Confédération suisse. Meurt en cours de fonctions.                            | [ 161 ] |
| 1   | Jonas Furrer (1805-1861)                 | Justice et police (1850-1851, 1853-1854, 1856-1857, 1859-1861)                       | PRD   | ZH     | 16 novembre 1848  | 25 juillet 1861   |                                                               | Premier président de la Confédération suisse. Meurt en cours de fonctions.                            | [ 161 ] |

## Statistiques

### Cantons et partis représentés
Depuis 1848, les cantons de Zurich, Berne et Vaud ont presque toujours eu au moins un représentant chacun au Conseil fédéral. Les cantons de Nidwald, Schaffhouse, Schwytz et Uri n'ont quant à eux jamais eu de représentant,.
| Canton                       | PLR | UDC | LC | PS | Total |
| ---------------------------- | --- | --- | -- | -- | ----- |
| Zurich                       | 14  | 2   | 0  | 4  | 20    |
| Vaud                         | 14  | 1   | 0  | 0  | 15    |
| Berne                        | 6   | 8   | 0  | 1  | 15    |
| Neuchâtel                    | 6   | 0   | 0  | 3  | 9     |
| Tessin                       | 4   | 0   | 4  | 0  | 8     |
| Saint-Gall                   | 4   | 0   | 2  | 0  | 6     |
| Soleure                      | 4   | 0   | 0  | 2  | 6     |
| Argovie                      | 4   | 0   | 1  | 0  | 5     |
| Genève                       | 3   | 0   | 0  | 2  | 5     |
| Lucerne                      | 2   | 0   | 3  | 0  | 5     |
| Fribourg                     | 0   | 0   | 3  | 1  | 4     |
| Grisons                      | 2   | 2   | 0  | 0  | 4     |
| Valais                       | 1   | 0   | 3  | 0  | 4     |
| Thurgovie                    | 3   | 0   | 0  | 0  | 3     |
| Appenzell Rhodes-Intérieures | 0   | 0   | 2  | 0  | 2     |
| Appenzell Rhodes-Extérieures | 2   | 0   | 0  | 0  | 2     |
| Bâle-Ville                   | 1   | 0   | 0  | 2  | 3     |
| Zoug                         | 0   | 0   | 2  | 0  | 2     |
| Bâle-Campagne                | 1   | 0   | 0  | 0  | 1     |
| Glaris                       | 1   | 0   | 0  | 0  | 1     |
| Obwald                       | 0   | 0   | 1  | 0  | 1     |
| Jura                         | 0   | 0   | 0  | 1  | 1     |

### Mandat
La durée moyenne du mandat d'un conseiller fédéral est de 10 ans. Karl Schenk détient le record du plus long mandat avec 32 ans, suivi d'Adolf Deucher (29 ans) et de Giuseppe Motta (28 ans). Depuis l'introduction de la formule magique en 1959, les mandats n'ont plus dépassé 20 ans.
Avec un mandat de 14 mois, Louis Perrier est le conseiller fédéral à avoir siégé le moins longtemps, suivi par Rudolf Friedrich avec 22 mois.
Entre 1919 et 2018, 70 % des conseillers fédéraux se retirent au cours de leur mandat. Sur les 71 démissions sur cette période, seules 21 coïncident avec le terme d’un mandat.

### Âge
En moyenne, les conseillers fédéraux ont 50,3 ans à leur élection. Seuls cinq conseillers fédéraux sont élus alors qu'ils ont moins de 40 ans. Le plus jeune d'entre eux est Numa Droz, qui a 31 ans en 1876. À l'inverse, Gustave Ador a 72 ans en 1917, ce qui fait de lui le conseiller fédéral le plus âgé à son élection. Il fait ainsi partie des cinq conseillers fédéraux à avoir été en fonction à plus de 60 ans.
Évolution de la moyenne d'âge des conseillers fédéraux par décennie entre 1840 et 2010
Pour des raisons techniques, il est temporairement impossible d'afficher le graphique qui aurait dû être présenté ici.

## Refus de l'élection
| Nom                  | Parti | Parti | Canton     | Élection         | Raison |
| -------------------- | ----- | ----- | ---------- | ---------------- | --- |
| Francis Matthey      |       | PS    | Neuchâtel  | 3 mars 1993      | Élu à la place de Christiane Brunner, candidate officielle du PS, il refuse son élection à la suite de pressions de son parti et de manifestations à Berne.              |
| Karl Hoffmann        |       | PRD   | Saint-Gall | 22 février 1881  | Refuse pour des raisons familiales. |
| Charles Estoppey     |       | PRD   | Vaud       | 18 décembre 1875 | Préfère rester à son poste de conseiller d'État du canton de Vaud. |
| Louis Ruchonnet      |       | PRD   | Vaud       | 10 décembre 1875 | Refuse alors qu'il vient de quitter le Conseil des États pour reprendre son cabinet d'avocat.                                                                            |
| Johann Jakob Stehlin |       | PLS   | Bâle-Ville | 11 juillet 1855  | Refuse alors qu'il est conseiller national et membre du Grand Conseil du canton de Bâle-Ville. Il aurait jugé ne pas être suffisamment qualifié pour le Conseil fédéral. |